# Кушнерёв, Иван Николаевич
Иван Николаевич Кушнерёв (1827—1896) — русский писатель и издатель.
Помещал бытовые очерки обличительного характера в «Искре», «Веке» (П. И. Вейнберга) и других изданиях. Часть их вошла в сборник: «Очерки и рассказы» (М., 1862 год и позже).
Основал журнал «Грамотей». В 1869—1872 годах издавал «Народную газету», в 1869—1872 — «Всеобщую газету». Опубликовал «Альбом старого сатира» (М., 1888 год) и другое.
Владел в Москве большой типографией и книгоиздательством (Кушнерёв и К°) на Пименовской улице. После Революции типография была национализирована и переименована в типографию «Красный пролетарий». В 1929 году Пименовская улица в честь типографии была переименована в Краснопролетарскую.